# 鷲羽山

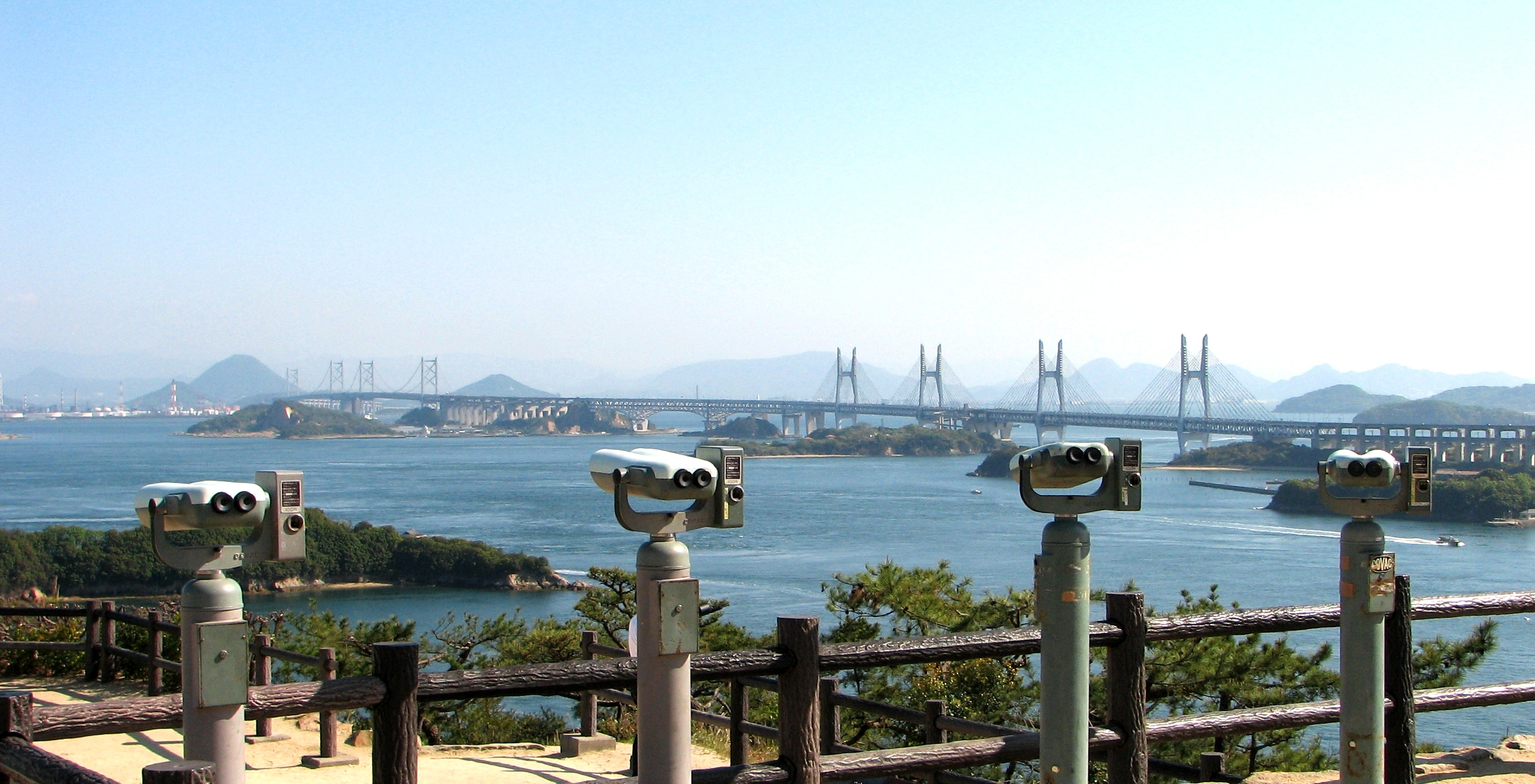
鷲羽山展望台から観た瀬戸大橋

鷲羽山（わしゅうざん）は、岡山県倉敷市下津井田ノ浦にある山である。児島半島最南端付近に位置する。

## 概要
瀬戸内海国立公園に属し、国の名勝・下津井鷲羽山（しもついわしゅうざん）として、倉敷市の代表的な観光地の一つとなっている。山名は、北東側から遠望すると、鷲が翼を広げた姿に見えることに由来しているといわれている。
海抜133mの山頂は、文豪の徳富蘇峰が「秀でた風景をこの峰に集める」と賞賛して鍾秀峰（しょうしゅうほう）と名付けられている。
瀬戸内海に面し、瀬戸大橋全景や備讃瀬戸に浮かぶ塩飽諸島の島々を望める展望台となっており、山頂展望台からはさらに、北側に広がる児島地域の町並みや、遠く玉野市、高松市等も望める。また、中腹から山頂にかけて古墳が点在する。
西側中腹を四国横断新幹線（計画中）・瀬戸大橋線・瀬戸中央自動車道の鷲羽山トンネル（世界初の2階建ての四つ目状トンネル）が南北に貫いている。

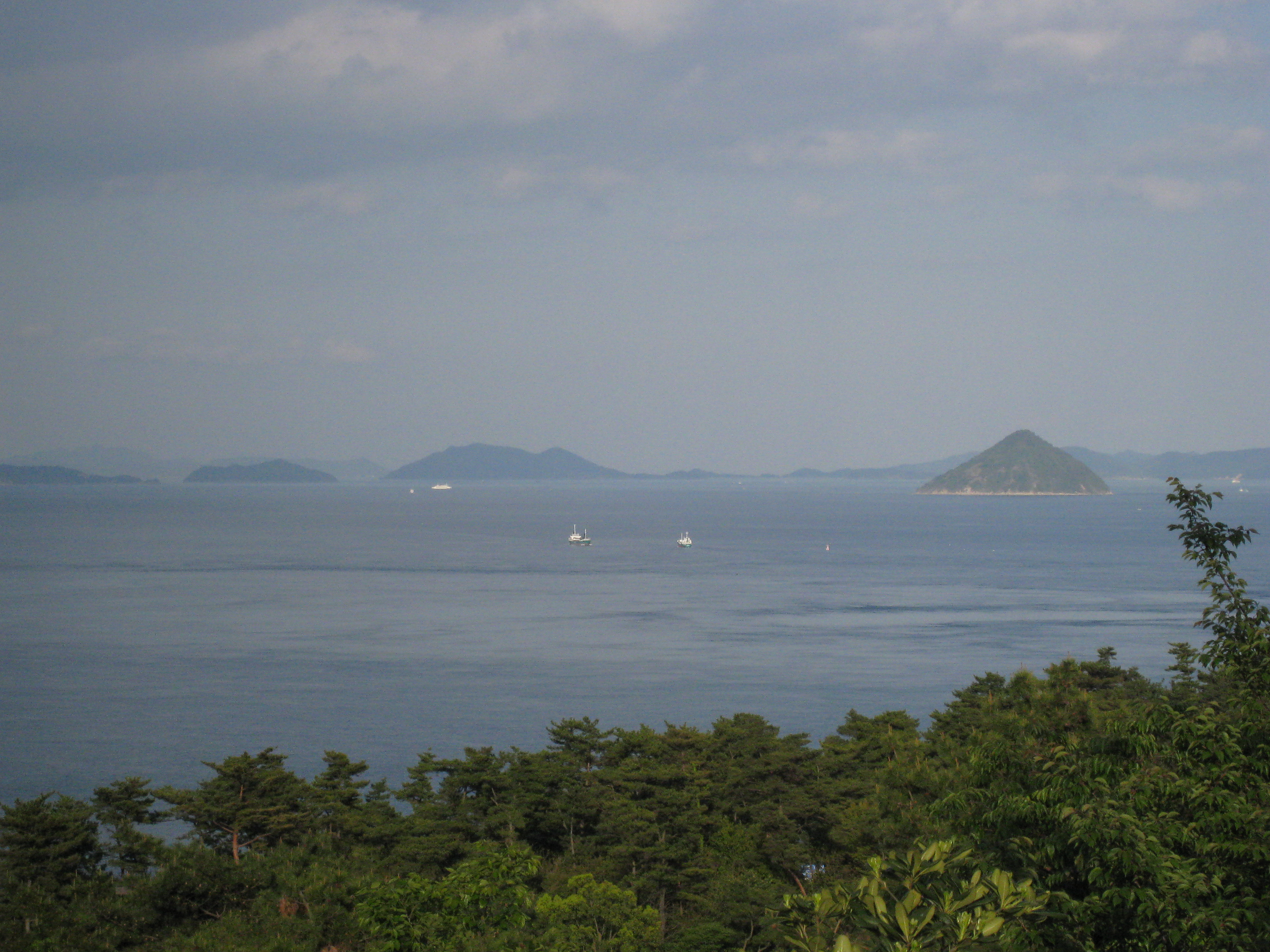
1980年代に瀬戸大橋ができる前は、このような瀬戸内海の島々と対岸の四国の自然が眼前に180度展開する美しい鷲羽山であった。

1990年末まで、北西中腹を下津井電鉄線が通っていて、山頂から西側へ下った岡山県道393号鷲羽山公園線沿いに鷲羽山駅が存在した。

## 年表
『岡山文庫189鷲羽山』を参考。
- 江戸中期　鷲羽山の地名が起こる[2]。
- 1914年（大正3年）下津井軽便鉄道が敷設[2] 。
- 1930年（昭和5年）下津井鷲羽山として国の名勝に指定[2]。
- 1931年（昭和6年）下津井電鉄が「鷲羽山駅」を開設[2]。
- 1934年（昭和9年）瀬戸内海国立公園に指定[2]。
- 1949年（昭和24年）戦後の観光開発のため、児童や団体により四千本の植樹がされる[3]。
- 1950年（昭和25年）新日本観光地百選に選ばれる[2]。

## 施設

鷲羽山ビジターセンター

- 鷲羽山ビジターセンター

山頂展望台の近くにあり、鷲羽山や瀬戸大橋について知ることができる。
- 鷲羽山レストハウス

第2展望台の隣にあり、売店・喫茶店・食堂が営業している。
- 駐車場

現在は無料となった。
- 名曲喫茶 時の回廊

西側にある、アンティークな隠れ家喫茶店。自家焙煎珈琲やクラシックレコードを流す、こだわりの喫茶店。
宿泊施設
- 鷲羽山下電ホテル

瀬戸大橋の近くにあり、窓からは瀬戸大橋を望むことができる。
- せとうち児島ホテル

瀬戸大橋を眼下に望む宿泊施設。
- 鷲羽山吹上温泉

鷲羽山周辺で唯一の温泉宿泊施設。

## 交通アクセス
- JR児島駅から車で約15分
- 瀬戸中央自動車道児島ICから車で約10分